# Dekanat połocki
Dekanat połocki – jeden z 11 dekanatów diecezji witebskiej na Białorusi. W jego skład wchodzi 9 parafii. 

## Historia
W 1744 roku dekanat połocki leżał w diecezji wileńskiej. W skład dekanatu wchodziły:
- parafia św. Andrzeja Boboli w Połocku,
- parafia św. Stanisława w Dołhinowie (ob. w dekanacie wilejskim archidiecezji mińsko-mohylewskiej),
- parafia Najświętszego Imienia Maryi w Parafianowie (ob. w dekanacie dokszyckim),
- parafia Trójcy Świętej w Głębokiem (ob. w dekanacie głębockim),
- parafia św. Kazimierza w Leplu (ob. w dekanacie Lepielskim),
- parafia św. Jana Chrzciciela w Wołkołacie (ob. w dekanacie dokszyckim),
- parafia Trójcy Świętej w Duniłowiczach (ob. w dekanacie postawskim),
- parafia Najświętszej Maryi Panny Łaskawej w Zadorożu (ob. w dekanacie głębockim),
- parafia Niepokalanego Poczęcia Najświętszej Maryi Panny w Dziśnie (ob. dekanat miorski),
- parafia Zwiastowania Najświętszej Maryi Panny w Kubliczach (nie istnieje),
- parafia Najświętszej Maryi Panny w Serweczu (nie istnieje),

W 1784 roku w skład dekanatu wchodziło 14 parafii:
- parafia w Dołhinowie,
- parafia w Parafianowie,
- parafia w Głębokiem,
- parafia w Kubliczach,
- parafia w Wołkołacie,
- parafia w Duniłowiczach,
- parafia w Zadorożu,
- parafia w Dziśnie,

oraz
- parafia Trójcy Świętej w Dokszycach (ob. w dekanacie dokszyckim),
- parafia św. Judy Tadeusza w Łuczaju (ob. w dekanacie postawskim),
- parafia św. Jana Chrzciciela w Ekimaniu (nie istnieje),
- parafia w św. Józefa w Poludowiczach (nie istnieje),
- parafia Niepokalanego Poczęcia Najświętszej Maryi Panny (lub Opieki NMP) w Rukszenicach (nie istnieje),
- parafia Trójcy Świętej w Zahaciu (nie istnieje).

W 1910 roku dekanat leżał w archidiecezji mohylewskiej. W skład dekanatu wchodziły:
- parafia Matki Bożej Różańcowej w Połocku (nie istnieje),
- parafia św. Józefa Oblubieńca i Najświętszej Maryi Panny w Gorbaczewie (nie istnieje),
- parafia Niepokalanego Poczęcia Najświętszej Maryi Panny (lub Opieki NMP) w Rukszenicach (nie istnieje),

## Lista parafii
| Lp. | Miejscowość / parafia                                        | Proboszcz / administrator                  | Kościół                                                         | Zdjęcie |
| --- | ------------------------------------------------------------ | ------------------------------------------ | --------------------------------------------------------------- | ------- |
| 1   | Bigosowo Parafia Trójcy Przenajświętszej                     | o. Czesław Kureczka MIC                    | Kościół Trójcy Przenajświętszej w Bigosowie                     |         |
| 2   | Borkowicze Parafia św. Antoniego                             | ks. Wacław Sutkowski SAC                   | Kościół św. Antoniego w Borkowiczach                            |         |
| 3   | Nowopołock Parafia Najświętszego Serca Jezusowego            | ks. Aleksander Czajkowski                  | Kościół Najświętszego Serca Jezusowego w Nowopołocku            |         |
| 4   | Oświeja Parafia św. Marii Magdaleny                          | o. Czesław Kureczka MIC                    | Kościół św. Marii Magdaleny w Oświeji                           |         |
| 5   | Połock Parafia św. Andrzeja Boboli                           | ks. Franciszek Kisiel                      | Kościół św. Andrzeja Boboli w Połocku                           |         |
| 6   | Rosica Parafia Trójcy Przenajświętszej                       | o. Czesław Kureczka MIC                    | Kościół Trójcy Przenajświętszej w Rosicy                        |         |
| 7   | Rossony Parafia św. Jozafata Kuncewicza                      | ks. Wiaczesław Barok                       | Kościół św. Jozafata Kuncewicza w Rossonach                     |         |
| 8   | Saria Parafia Wniebowzięcia Najświętszej Maryi Panny         | ks. Aleksander Gryckiewicz                 | Kościół Wniebowzięcia Najświętszej Maryi Panny w Sarii          |         |
| 9   | Wierchniedźwińsk Parafia Narodzenia Najświętszej Maryi Panny | ks. Aleksander Gryckiewicz                 | Kościół Narodzenia Najświętszej Maryi Panny w Wierchniedźwińsku |         |
|     | Kochanowicze                                                 | ks. Aleksander Gryckiewicz                 | Kaplica Bożego Miłosierdzia                                     |         |
|     | Wietryno Parafia bł. Jerzego Matulewicza                     | ks. Dymitr Raćko (proboszcz w Prozorokach) | Kościół bł. Jerzego Matulewicza w Wietrynie                     |         |
|     | Farynowo Parafia Ducha Świętego                              | ks. Dymitr Raćko (proboszcz w Prozorokach) | Kościół Ducha Świętego w Farynowie                              |         |